# Azizlibağları, Yozgat
Azizlibağları là một xã thuộc thành phố Yozgat, tỉnh Yozgat, Thổ Nhĩ Kỳ. Dân số thời điểm năm 2010 là 117 người.